# 御料館
御料館（ごりょうかん）は、長野県木曽郡木曽町にある建築物。木曽谷最古の洋風建築であり、木曽町指定有形文化財に指定されている。文化財指定名称は旧帝室林野局木曽支局庁舎（きゅうていしつしんやきょくきそしきょくちょうしゃ）。

## 歴史

### 林野局庁舎時代

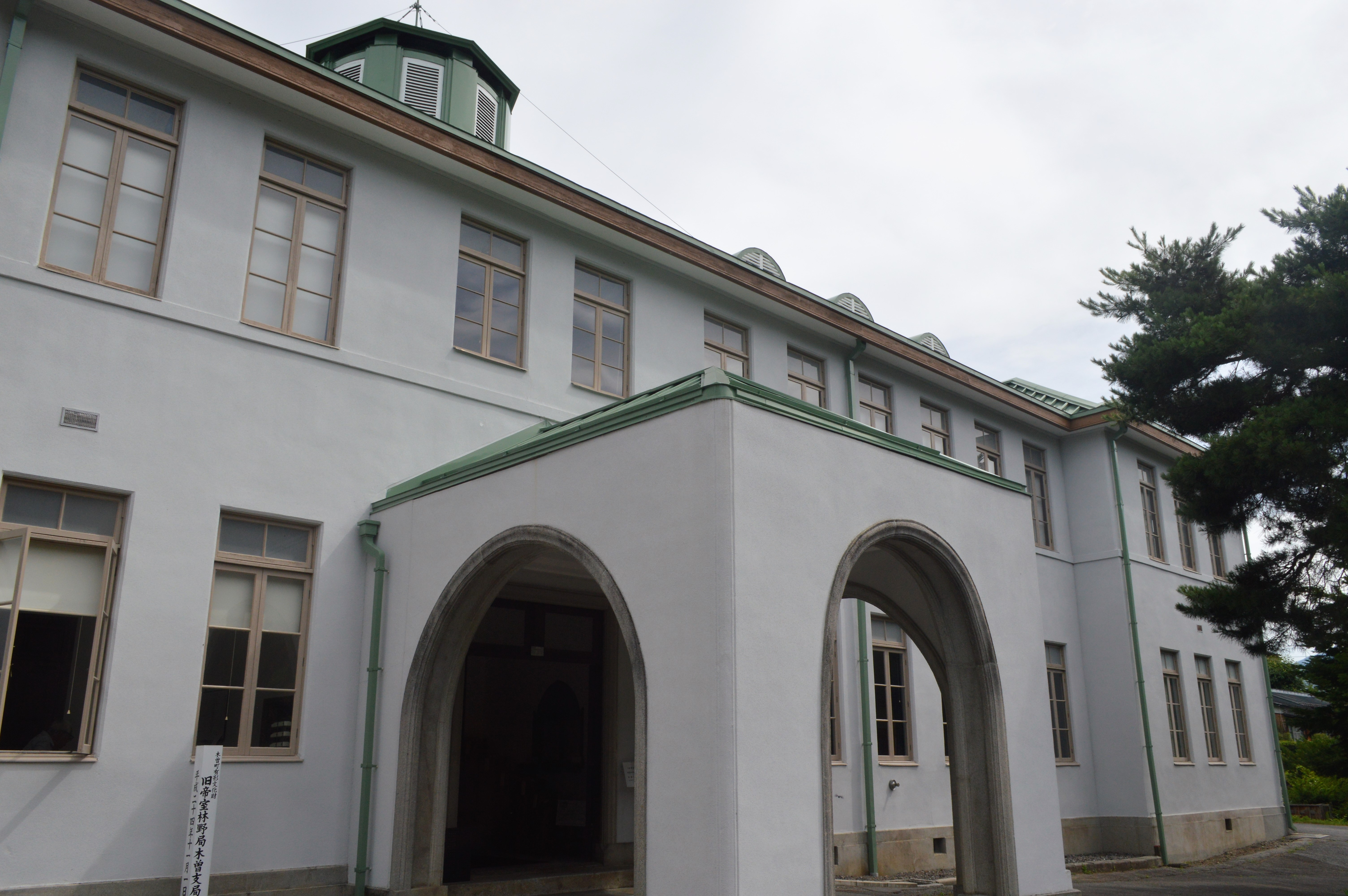
車寄せがある玄関

近世の木曽谷の森林は尾張藩が所有していたが、1885年（明治18年）に宮内省に御料局（後の帝室林野局）が設置されると、1889年（明治22年）には木曽谷が御料林（皇室所有の森林）となった。木曽谷一円の御料林を管理するため、1903年（明治36年）には帝室林野局木曽支局の庁舎として、西筑摩郡福島町に旧館が建てられた。旧館は1927年（昭和2年）5月の福島大火により焼失したが、半年後の同年12月には旧館を模した現在の庁舎が再建された。
太平洋戦争後の1947年（昭和22年）に木曽谷の森林が御料林から国有林へと変わると、この建物は長野営林局の庁舎として使用され、国有林の管理経営の拠点となった。1956年（昭和31年）からは福島営林署として使用され、1995年（平成7年）からは長野営林局森林技術センターとして、1999年（平成11年）からは中部森林管理局の森林技術第一センターとして使用されたが、2004年（平成16年）に庁舎としての歴史に幕を閉じた。
この建物はJR中央本線の車窓から眺めることができ、木曽谷のランドマーク的存在だった。木曽支局の下で贄川出張所・薮原出張所・福島出張所・王滝出張所などの建物も建てられたが、現存するのはこの建物のみである。全国的に見ても営林局としては旧林野庁青森営林局（現・青森市森林博物館）とこの建物のみが現存する。

### 公開開始後
2010年（平成22年）には木曽町が中部森林管理局から建物と敷地を購入。木曽町は文化財価値に乏しいと判断して建て替えを検討したが、住民団体は署名運動を行うなどして保存を主張した。専門家や木曽町文化財保護審議会らも「文化財として重要」と指摘したため、1927年の竣工当時の状態に復元する改修工事を進めた。2012年11月1日には木曽町指定有形文化財に指定された。
2014年（平成26年）7月には館内の一般公開が開始された。愛称の「御料館」は御料林を管理していたことに因んでおり、公募によって選定された。2018年（平成30年）5月29日には日本森林学会によって林業遺産に認定された。飯田市の遠山森林鉄道や伊那市高遠町の進徳の森も同時に認定されている。

## 建築

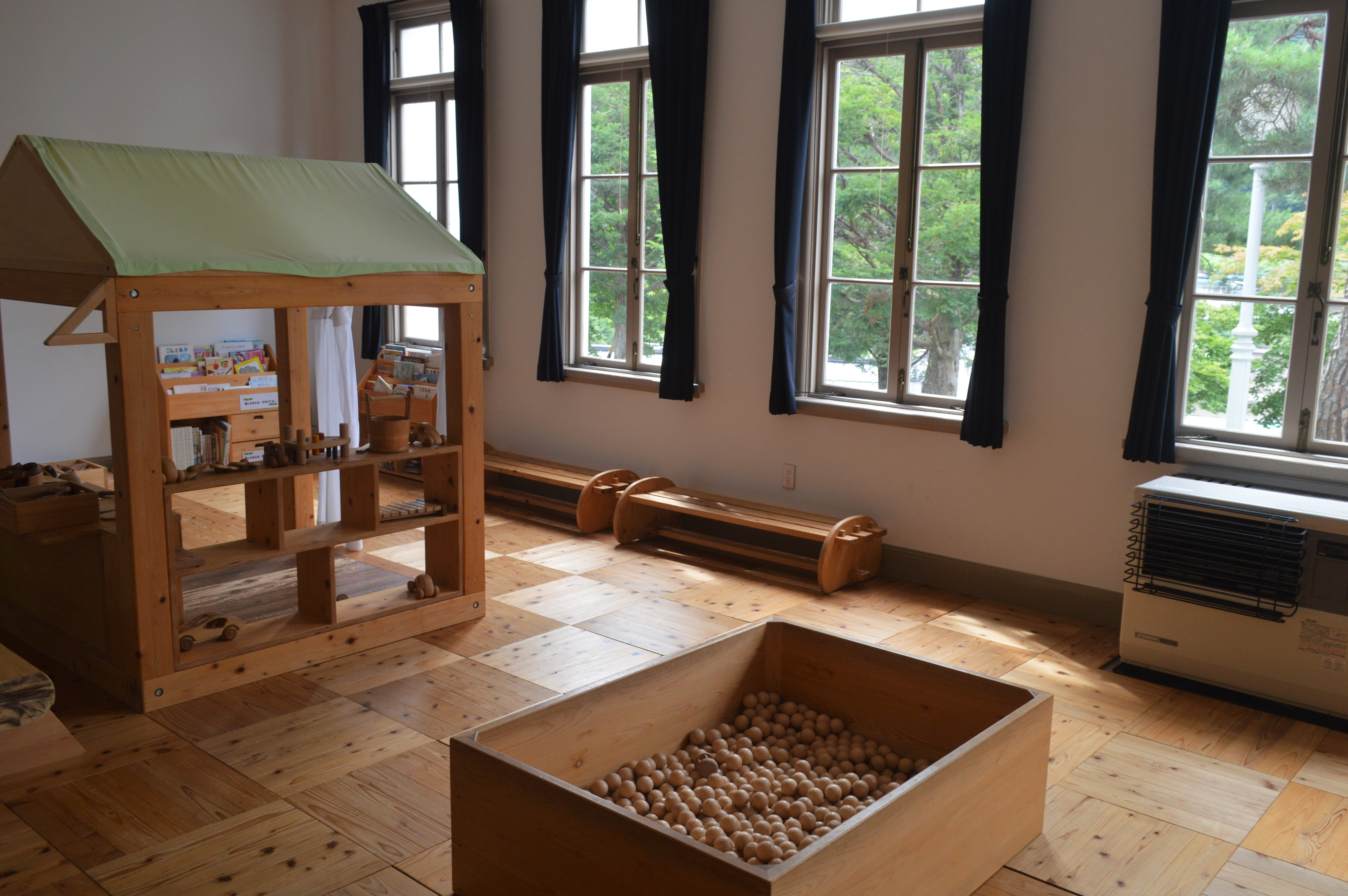
木育室

木造2階建てでモルタル塗りの本館、鉄筋コンクリート造の倉庫と汽缶室（ボイラー室）が残っている。本館の設計は宮内省内匠寮であり、工務課長の北村耕造や技師の権藤要吉を中心に設計された。装飾は少なめだが、随所にアール・デコの意匠がみられる。本館の正面は39メートル、側面は12.7メートルである。屋根は寄棟造であり、鉄板葺である。三方にアーチを持つ玄関の車寄せ、屋根にある八角形の塔屋が特徴。

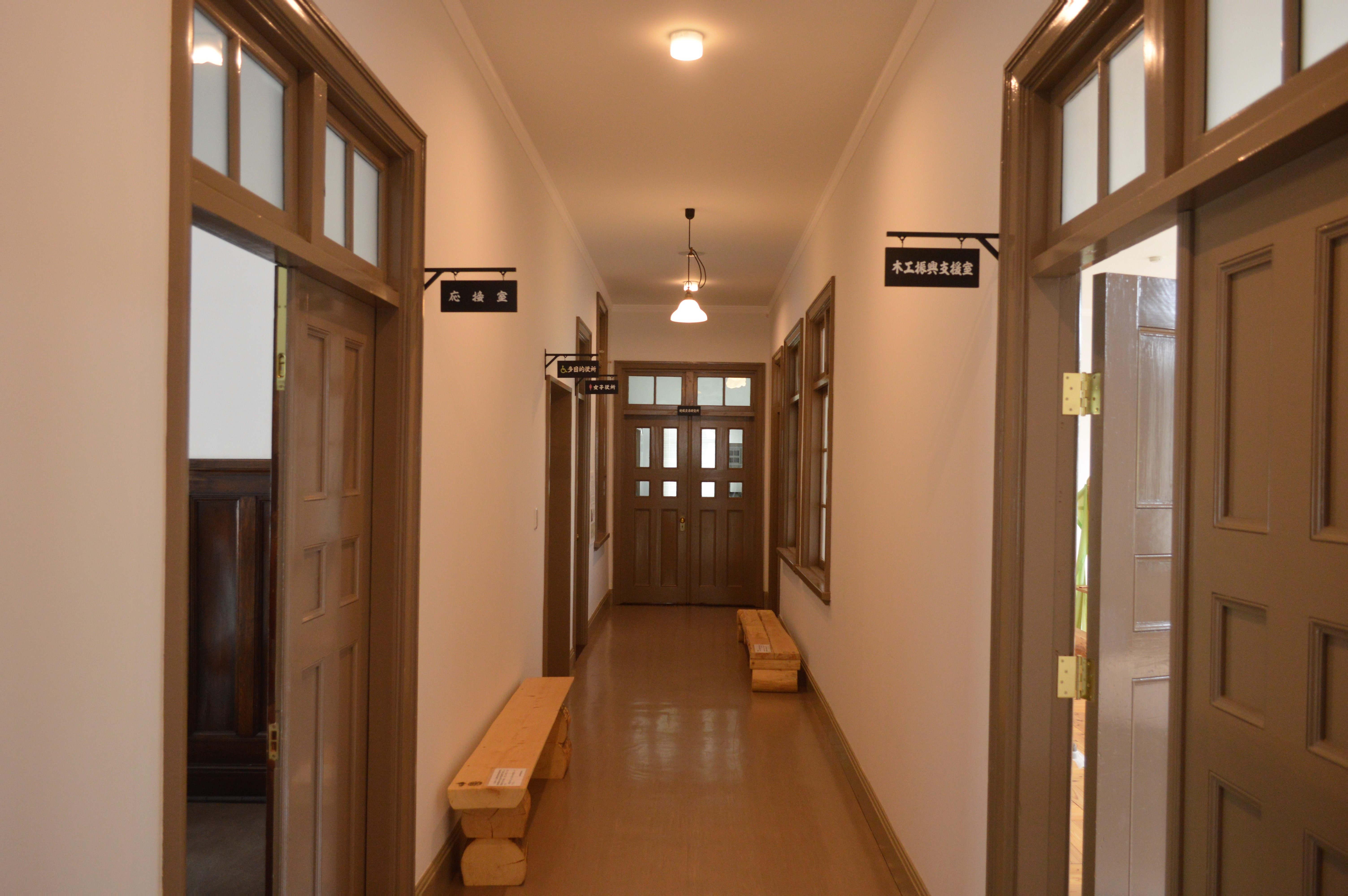
廊下
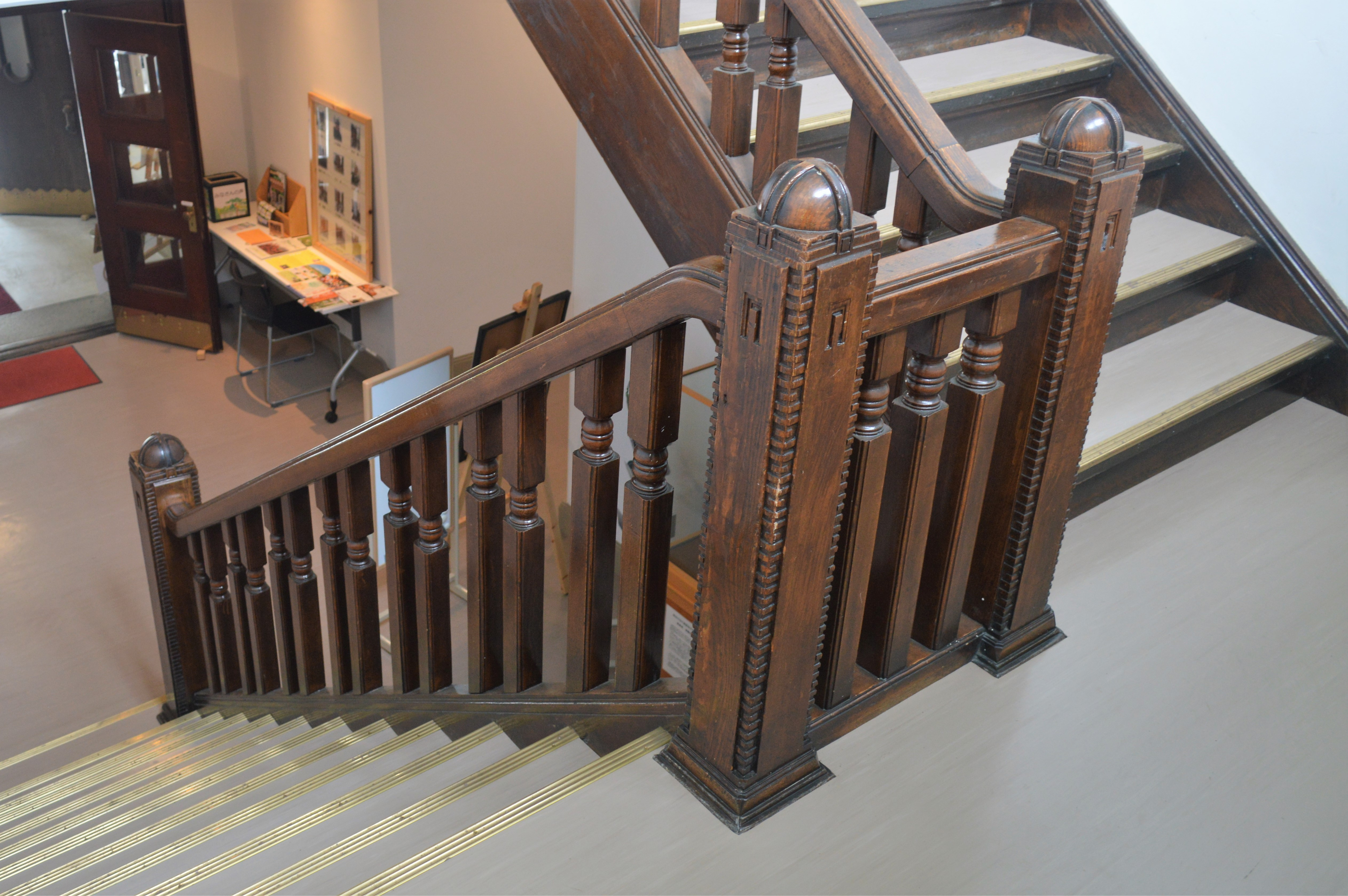
階段
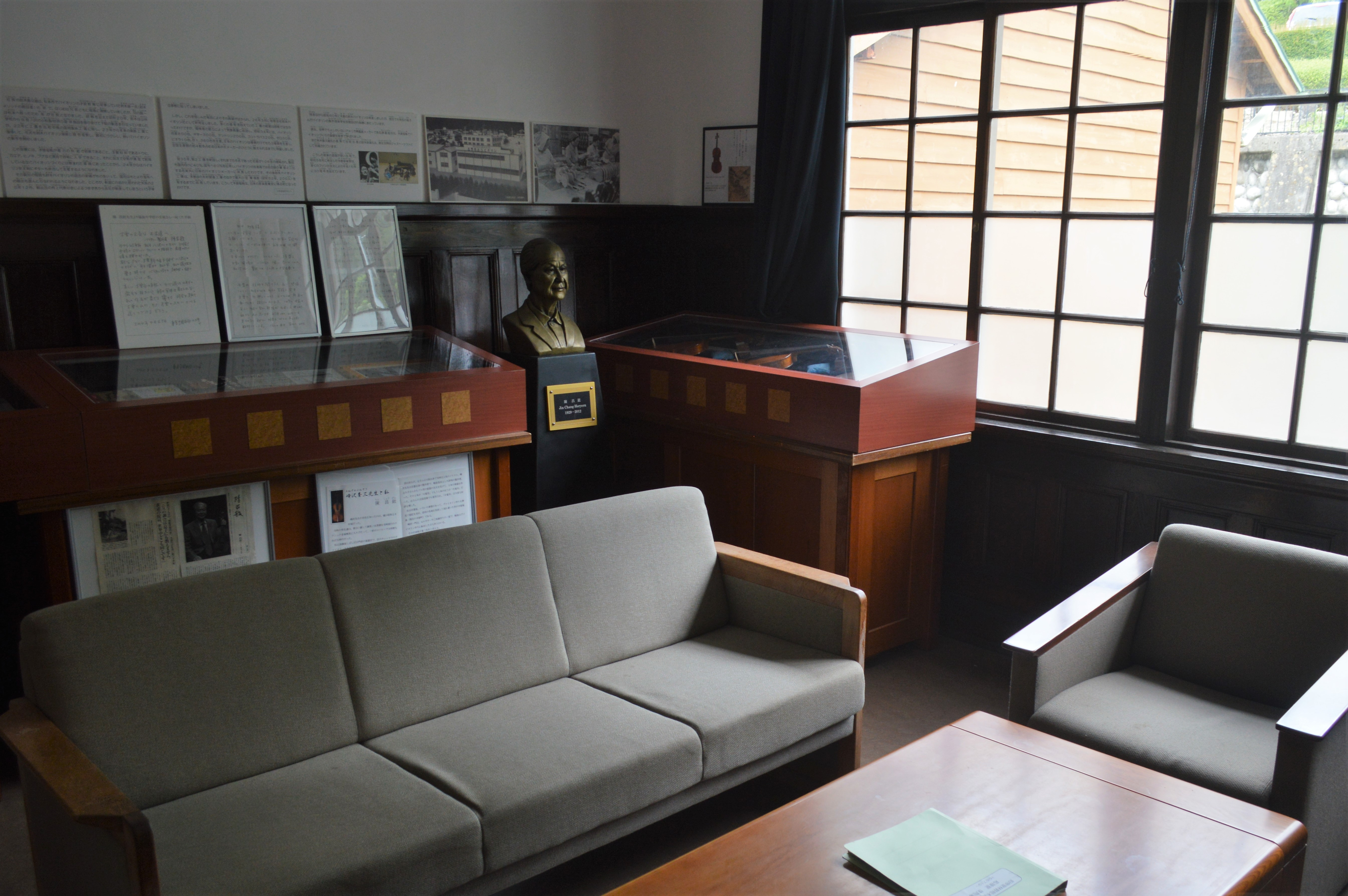
応接室
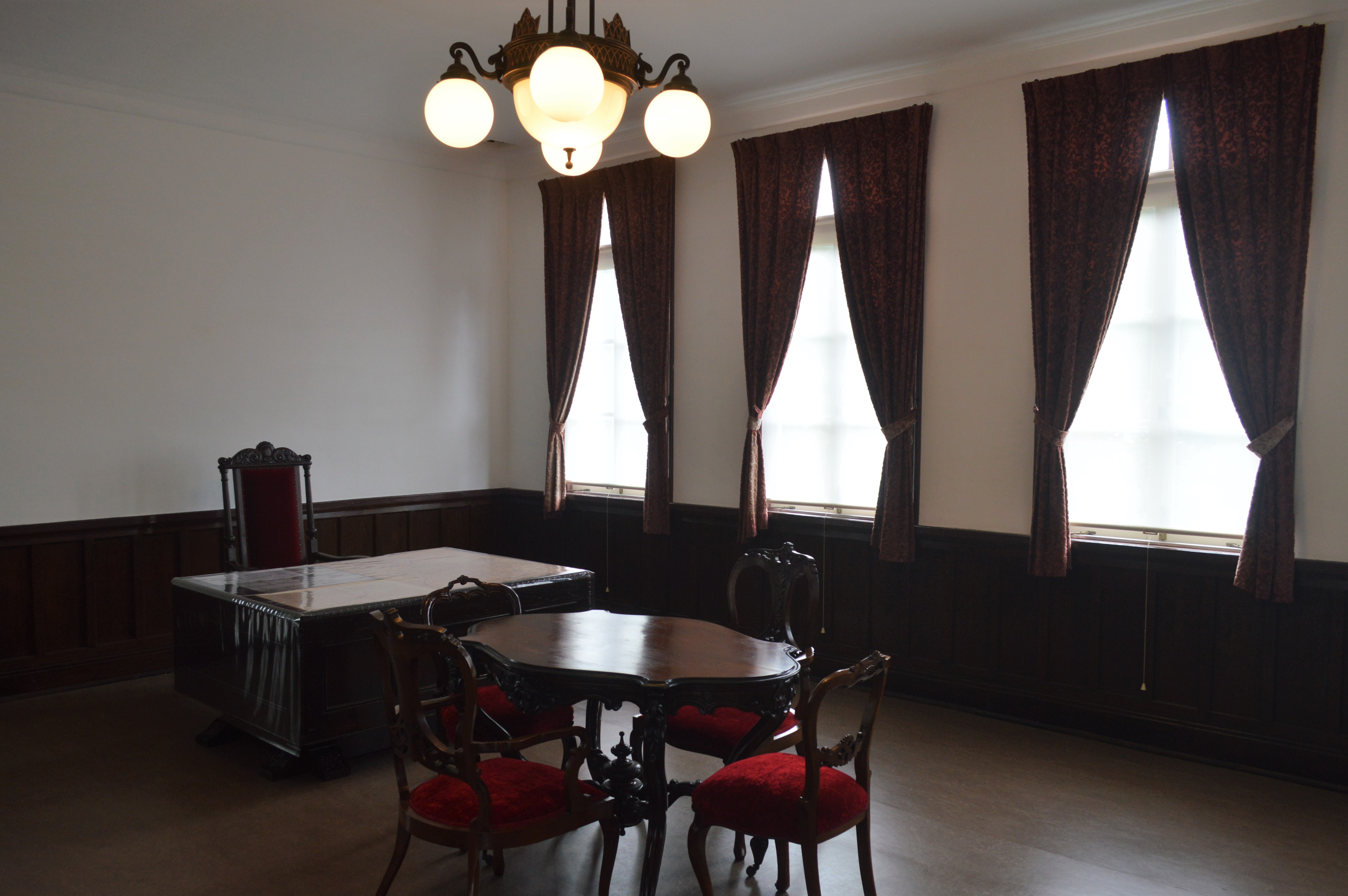
局長室